# Pleustes depressa
Pleustes depressa är en kräftdjursart som beskrevs av Alderman 1936. Pleustes depressa ingår i släktet Pleustes och familjen Pleustidae. Inga underarter finns listade i Catalogue of Life.